# 치천국
치천국(菑川國, 淄川國)은 산둥반도에 있던 전한의 제후왕국이다. 본래 영토는 보하이 만까지 접하였으나 거듭 축소돼 서우광 시 남부 일대만이 남았다.

## 전한
문제 15년(기원전 165년) 제문왕이 죽어 제나라를 폐지하고 문제 16년(기원전 164년)에 제나라를 분할 부활하면서 치천국을 만들고 유현을 왕으로 봉했다. 영토는 제나라의 내사지(구 임치군)의 임치현 동부다. 경제 3년(기원전 154년) 오초칠국의 난에 유현이 가담했다 자결하자 원래 제북왕이던 치천의왕을 옮겨 봉했다. 원삭 2년(기원전 127년) 제나라가 폐지되면서 남아 있던 제도혜왕의 후예 왕국 중 임치에 더 가까워서 임치에 있던 제도혜왕의 무덤과 그 동쪽 땅을 받아 도혜왕의 제사를 망한 제나라 대신 맡았다.
오봉 중(기원전 57년 ~ 기원전 54년), 치천사왕이 죄를 지어 치천나라에서 4현을 삭감했다. 삭감한 현의 이름은 나오지 않으나 왕자후국이 아닌데 치천나라에서 사라진 현을 통해 추정할 수 있다. 익도후국이 익현에서 분할됐고 육후국이 수광현에서 분할됐는데 두 현 모두 북해군에 속하므로 치천나라에서 넘어간 것이다. 또 공손홍은 치천국 설현(薛縣) 사람으로 바다에서 돼지를 키웠다 하니 설현 역시 치천나라의 속현인데 원연·수화 연간에는 치천나라에서 사라져 있다. 수광현에 상설성(霜雪城)이 있는데 설(雪)이 설(薛)의 오자로 의심된다. 곧 익·수광·설 3현이 이때에 삭감됐을 수 있다. 한편 설현을 통해 치천국이 원래는 바닷가까지 뻗쳐 있었음을 알 수 있다.
청주에 속하였으며, 원시 2년(2년)의 인구조사에 따르면 호구 50,289호에 인구 227,031명이었다. 서울은 극현이었다. 아래의 속현 목록은 《한서》지리지의 내용이다. 원연·수화 연간의 현황으로 여겨지며, 총 3현이다.
| 이름     | 한자     | 대략적 위치          | 비고                                                             |
| -------- | -------- | -------------------- | ---------------------------------------------------------------- |
| 극현     | 劇縣     | 웨이팡시 서우광시 남 | 의산(義山)에서 유수(蕤水)가 나와 수광(壽光)에서 바다로 들어간다. |
| 동안평현 | 東安平縣 | 쯔보시 동            |                                                                  |
| 누현     | 樓縣     | 웨이팡시 서우광시 서 |                                                                  |

다음은 치천왕의 왕자후들로, 총 21후국이다.
| 이름       | 봉해진 때                          | 폐해진 때               | 왕자후표의 말격 | 지리지의 소속 군 |
| ---------- | ---------------------------------- | ----------------------- | --------------- | ---------------- |
| 용구(龍丘) | 원삭 2년(기원전 127년) 5월 을사일  | 원정 5년(기원전 112년)  | 낭야            |                  |
| 극(劇)     | 원삭 2년(기원전 127년) 5월 을사일  | ?                       |                 | 북해             |
| 회창(懷昌) | 원삭 2년(기원전 127년) 5월 을사일  | ?                       |                 |                  |
| 평망(平望) | 원삭 2년(기원전 127년) 5월 을사일  | ?                       |                 | 북해             |
| 임중(臨衆) | 원삭 2년(기원전 127년) 5월 을사일  | 시건국 원년(9년)        | 임원(臨原)      |                  |
| 갈괴(葛魁) | 원삭 2년(기원전 127년) 5월 을사일  | 원정 3년(기원전 114년)  |                 |                  |
| 익도(益都) | 원삭 2년(기원전 127년) 5월 을사일  | 원봉 3년(기원전 78년)   |                 |                  |
| 평적(平的) | 원삭 2년(기원전 127년) 5월 을사일  | ?                       |                 |                  |
| 극괴(劇魁) | 원삭 2년(기원전 127년) 5월 을사일  | ?                       |                 | 북해             |
| 수량(壽梁) | 원삭 2년(기원전 127년) 5월 을사일  | 원정 5년(기원전 112년)  | 수락(壽樂)      |                  |
| 평도(平度) | 원삭 2년(기원전 127년) 5월 을사일  | ?                       |                 | 동래             |
| 의성(宜成) | 원삭 2년(기원전 127년) 5월 을사일  | 태초 원년(기원전 104년) | 평원            | 제남             |
| 임구(臨胊) | 원삭 2년(기원전 127년) 5월 을사일  | ?                       | 동해            | 동래, 제         |
| 육(陸)     | 원정 원년(기원전 116년) 7월 신묘일 | 오봉 3년(기원전 55년)   | 수광(壽光)      |                  |
| 광요(廣饒) | 원정 원년(기원전 116년) 7월 신묘일 | 시건국 원년(9년)        |                 | 제               |
| 병(缾)     | 원정 원년(기원전 116년) 7월 신묘일 | 시건국 원년(9년)        |                 | 낭야             |
| 유려(兪閭) | 원정 원년(기원전 116년) 7월 신묘일 | 초원 3년(기원전 46년)   |                 |                  |
| 북향(北鄕) | 건소 4년(기원전 35년) 6월          | 시건국 원년(9년)        |                 | 제               |
| 광(廣)     | 경녕 원년(기원전 33년) 4월 정묘일  | 시건국 원년(9년)?       | 제              | 제               |
| 평(平)     | 경녕 원년(기원전 33년) 4월 정묘일  | 시건국 원년(9년)?       | 제              | 제?              |
| 대(臺)     | 원연 2년(기원전 11년) 정월 계묘일  | 시건국 원년(9년)        |                 | 제               |

《거양수주》에 거양수가 익현고성(益縣故城)과 익도성(益都城)을 지난다는 말이 있는데, 이를 통해 익도후국이 익현의 일부일 것으로 추정된다. 더 나아가, 현의 향이나 정을 후국으로 봉하고 현의 이름을 그 후국 이름의 머릿글자로 삼거나 심지어는 현의 이름과 같게 후국의 이름을 지어주는 관습을 엿볼 수 있다. 극후국·극괴후국이 그 예다.

## 신
다음 현의 이름을 고쳤다.
| 전한 | 신     |
| ---- | ------ |
| 극   | 유(兪) |